# 46 (альбом)
«46» („Сорок шесть“) — второй студийный альбом записанный рок-группой «Кино» в 1983 году и фактически являющийся демозаписью будущего «Начальника Камчатки».
Распространён Алексеем Вишней без согласия музыкантов.

## История альбома
После записи «Сорока пяти» группа «Кино» стала регулярно давать акустические концерты в Москве и Ленинграде, заводила полезные знакомства и подумывала о записи нового альбома. Звукорежиссёр Андрей Тропилло, писавший «Сорок пять», в то время плотно работал с «Аквариумом», поэтому не мог помочь. Цой и Рыбин, вооружившись списком ленинградских студий, данным им Гребенщиковым, в конце 1982 года вышли на Андрея Кускова, звукорежиссёра Малого драматического театра. К этой сессии был привлечён барабанщик Валерий Кирилов (будущий участник «Зоопарка»), и втроём они записали пять песен: «Лето», «Весна», «В поисках сюжета», «Около семи утра» и «Последний герой». В процессе записи Цою разонравился звук барабанов, как и сама студия. Плёнка легла в архив и была частично обнародована только в 1992 году на пластинке «Неизвестные песни».
В начале 1983 года Цой и Рыбин начали сотрудничество с бас-гитаристом Максимом Колосовым. Цой планировал подготовить полноценный электрический состав, с которым предстояло сыграть совместный с «Аквариумом» концерт в рок-клубе, приуроченный к тридцатилетию Всеволода Гаккеля. Чуть позже к репетициям был привлечён приятель Колосова — гитарист Юрий Каспарян.
Второй электрический концерт «Кино» состоялся 19 февраля 1983 года. Помимо рекрутов в лице Каспаряна и Колосова, в концерте принял участие некто Боря — старый приятель Рыбина. На фоне «Аквариума», наспех сколоченный состав «Кино» выглядел бледно и неубедительно.

«Это был второй электрический концерт группы в её жизни. Первый состоялся почти год назад и, как и положено первому блину, вышел комом. Второй ком тоже вышел блином. Чёрте что с составом! Рыба ещё не исчез, но это был, так сказать, его прощальный ужин. С перепугу, или ещё из каких соображений он забыл застегнуть молнию на брюках. К тому же, очень активно двигался по сцене, видимо, решив стать шоуменом. Юрик Каспарян с остекленевшим взглядом и одеревеневшими ногами терзал свою «Музиму», а рядом стоял какой-то его приятель, который почему-то решил, что он бас-гитарист. С таким же успехом это могла сделать я или первый попавшийся водопроводчик. Я уже не помню, кто там был на барабанах; помню только, что весь состав Цою не помогал, а ужасно мешал и, несмотря на Витины старания, ничего хорошего не получилось. Слава Богу, что уже год, как существовал альбом «Сорок пять», иначе не миновать Цою насмешливых реплик из публики, или даже «подарков» в виде всяких предметов, летящих на сцену».— Марианна Цой
В марте 1983 года первый состав «Кино» благополучно канул в лету. Рыбин стал почти регулярно ездить в Москву, где выступал дуэтом с мультиинструменталистом Сергеем Рыженко в его панк-проекте «Футбол». Что же до Цоя, то тот «взял тайм-аут и лёг на дно». Когда в мае проходил I фестиваль Ленинградского рок-клуба, Цой присутствовал на нём только как зритель. Состава не было, а в акустике он играть не хотел.
Лето 1983 года Цой провёл, тесно общаясь с лидером «Аквариума» Борисом Гребенщиковым, который, по мере сил, старался помогать становлению группы «Кино». Вместе с жёнами Цой и Гребенщиков совершали велосипедные прогулки в посёлок Солнечное Ленинградской области, пили сухое вино и вели длинные беседы о восточной философии и Брюсе Ли.
Осенью того же года Цой попал под призыв в Вооружённые силы СССР. В качестве способа избежать этого Цой добился помещения в психиатрическую клинику.

«Раньше Цой очень успешно косил армию, учась в разных ПТУ. ПТУ привлекали его как раз с этой точки зрения, потому что оттуда в армию не забирали… Он просто не мог на два года уйти от рок-н-ролла в какие-то войска. Все кругом косили, все как-то нас поддерживали: „Ну подумаешь, сумасшедший дом! Ну посидишь там две недели!“. Вышло полтора месяца».— Марианна Цой
Полученные Цоем впечатления от пребывания в больнице легли в основу монотонного опуса «Транквилизатор», написанного после получения белого билета.
К этому времени у Цоя скопилось большое количество нереализованного песенного материала. Было решено сделать примерочную запись, и для этой цели Виктор обратился за помощью к Алексею Вишне, с которым они познакомились на записи «Сорока пяти» год назад.
Во время той сессии Вишня регулярно приходил в студию Тропилло на Охте и на примере записи «Сорока пяти» постигал азы подпольной звукорежиссуры. Кроме того, он брал уроки игры на гитаре у Бориса Гребенщикова. При участии Тропилло Вишня собрал у себя дома небольшую студию, которую назвал «Яншива Шела». Это нелепое название по всем правилам конспирации того времени скрывало имя самого звукорежиссёра.
Вишня так описывал свои впечатления от только что вышедшего из лечебницы Цоя:

«После этой больницы он стал совершенно не таким человеком, каким я его знал. Более того, он стал полной противоположностью того Витьки, с которым вы писали „Сорок пять“. И таким он сохранился до самой своей смерти. Именно тогда он стал тем ВИКТОРОМ ЦОЕМ, которого мы вот сейчас имеем. Со всех заглавных букв… У него была куча комплексов, это ни для кого не секрет. Каждый, кто его знал лично, это подтвердит. И, видимо, он решил разом от всех от них избавиться. И немножко перестарался в этом деле. Было иногда впечатление, что он просто сошёл с ума».
— Из бесед А. Вишни с А. Рыбиным. «„Кино“ с самого начала и до самого конца»
Сессия «Сорока шести» продолжалась два дня. Цой и Каспарян играли на гитарах, Виктор пел, а Вишня, помимо звукорежиссёрских функций, отбивал ритм, ударяя клизмой по картонной коробке.

«Как музыканты они были тогда на уровне нулевом. Ничего не контролировалось на записи; как получалось, так и получалось. Что меня на протяжении всей записи удивляло, так это то, что музыканты мне ни разу не сказали: „Давай, Вишня, отмотаем плёнку назад, всё к чёртовой матери сотрём и перепишем всё заново!“, хотя это вполне можно было сделать».
— Из бесед А. Вишни с А. Рыбиным. «„Кино“ с самого начала и до самого конца»
Таким образом на девятнадцатую скорость были записаны болванки, сделано одно наложение и альбом был готов.

…если бы не записали у меня втроём «46» — Тропилло бы не услышал убогость материала заранее, и не нагнал бы на перепись этих песен (в Начальник Камчатки) Бутмана, Губермана, Курёхина и ещё чёрта в ступе. Он вообще не стал бы его записывать — ибо не нравился он особо Тропилле. Когда я сказал Андрею, что в восторге от «Кино», он посмеялся надо мной: „ну и нормально — ты же любишь свою Аббу — будешь писать «Кино»“.

Песни Цоя, в основном, продолжали линию городской романтики, избранную Цоем ещё на предыдущем альбоме. Но, вместе с тем, материал воспринимался более мрачным и холодным, чем песни с альбома «Сорок пять». Это ощущение усиливалось общей «грязью» звучания и довольно монотонной игрой Юрия Каспаряна.
«Юрка Каспарян в то время не блестяще играл на гитаре, но Витька его всегда защищал, исходя из того, что это правильный человек, а играть научится. И был абсолютно прав, как опыт показал».
— Борис Гребенщиков, Воспоминания о Викторе Цое
Цой воспринимал «Сорок шесть» только как репетиционную ленту, но у Вишни на этот счёт было другое мнение, и магнитоальбом пошёл в народ. Виктору пришлось смириться со свершившимся, хотя он никогда не признавал «Сорок шесть» как альбом группы «Кино». Более того, впоследствии Цой переписал большинство песен на последующих альбомах «Начальник Камчатки» (1984) и «Это не любовь» (1985).
Что насчёт песни «Троллейбус», то, кроме версии из «Начальника Камчатки», она обрела и своё третье рождение — в 1989 году: когда слава «Кино» достигла всесоюзного масштаба, Цой включил «Троллейбус» в альбом «Последний герой», записанный на студии Валерия Леонтьева в Москве в январе 1989 года и сведённый на французской студии «Studio du Val d`Orge».
В переиздание альбома с цифровым ремастерингом в 1996 году были включены три бонус трека: «Стань птицей», «Сельва», «Я хочу быть кочегаром». Эти песни были записаны на «квартирных» концертах в 1983—1985 годах.

## Список композиций
Слова и музыка всех песен — написаны Виктором Цоем, кроме «Сельвы»: муз. — Сергей Курёхин, сл. — Владимир Болучевский.
| №                   | Название            | Длительность |
| ------------------- | ------------------- | ------------ |
| 1.                  | «Троллейбус»        | 2:50         |
| 2.                  | «Камчатка»          | 2:11         |
| 3.                  | «Транквилизатор»    | 5:29         |
| 4.                  | «Я иду по улице»    | 2:01         |
| 5.                  | «Дождь для нас»     | 3:27         |
| 6.                  | «Пора»              | 1:47         |
| 7.                  | «Каждую ночь»       | 2:48         |
| 8.                  | «Без десяти»        | 2:07         |
| 9.                  | «Музыка волн»       | 2:46         |
| 10.                 | «Саша»              | 4:05         |
| 11.                 | «Хочу быть с тобой» | 2:21         |
| 12.                 | «Генерал»           | 4:05         |
| Общая длительность: | Общая длительность: | 35:57        |

| №                   | Название                | Длительность |
| ------------------- | ----------------------- | ------------ |
| 13.                 | «Стань птицей»          | 2:09         |
| 14.                 | «Сельва»                | 2:48         |
| 15.                 | «Я хочу быть кочегаром» | 1:04         |
| Общая длительность: | Общая длительность:     | 41:58        |

## Участники записи
- Виктор Цой — вокал, гитара, бас-гитара;
- Юрий Каспарян — гитара, бэк-вокал;
- Алексей Вишня — звукорежиссёр, перкуссия.